# きのくに信用金庫
きのくに信用金庫（きのくにしんようきんこ、The Kinokuni Shinkin Bank.）は、和歌山県和歌山市に本店を置く信用金庫。和歌山県及び和歌山県内各市町村収納代理金融機関でもある。

## 概要
1993年11月1日に南海信用金庫・和歌山信用金庫・紀州信用金庫が合併して誕生した。預金量は1兆円を超えており全国的にも規模が大きな信用金庫（メガ信金）に入る。設立は明治44年であり、全国の信用金庫の中でも有数の歴史を持っている。
ソニー・クリエイティブプロダクツの人気キャラクター「タマ＆フレンズ」をマスコットキャラクターに起用しており、口座開設時にタマ＆フレンズのデザインをあしらった通帳、キャッシュカードを選択できる。

## 営業地域
- 和歌山県
  - 和歌山地区　17店
  - 紀北地区　6店
  - 海南地区　5店
  - 有田地区　6店
  - 御坊地区　6店
  - 田辺地区　6店
  - 串本地区　1店
- 大阪府
  - 泉南地区　2店

## 沿革
- 1993年11月 - 南海信用金庫・和歌山信用金庫・紀州信用金庫が合併して誕生（存続信金：紀州信用金庫）
- 2000年2月 - 紀北信用組合より事業の全部を譲り受ける
- 2008年1月15日 - 湯浅信用金庫と合併。